# GKS Katowice (hokej na lodzie)
GKS Katowice – polski klub hokeja na lodzie z siedzibą w Katowicach, działający w ramach wielosekcyjnego klubu GKS GieKSa Katowice S.A..

## Historia

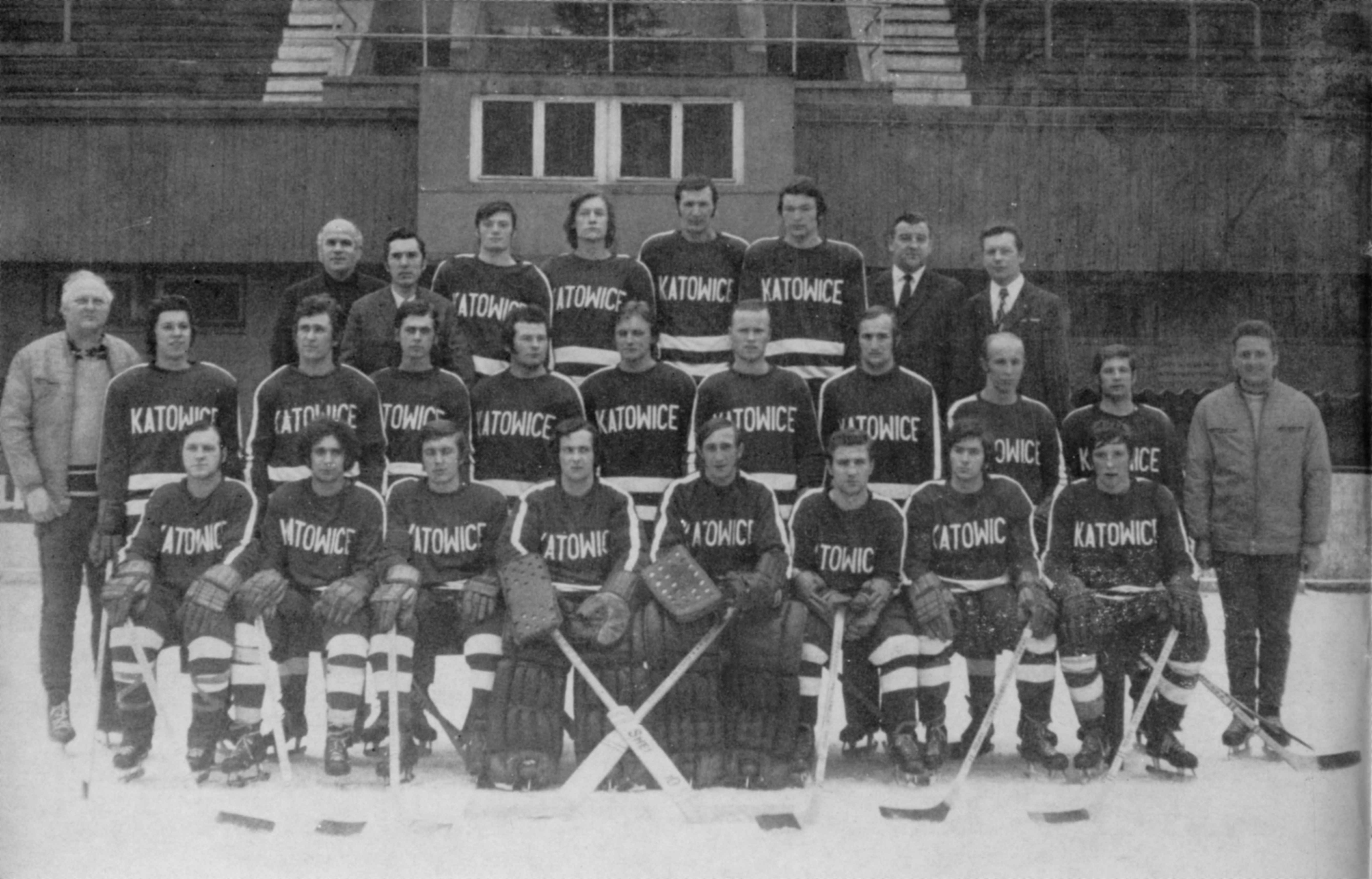
Pierwszoligowa drużyna GKS „Górnik” w 1973 roku

Rodowód klubu sięga drugiej połowy lat 40. XX w. i klubu RKS 20 Kopalnia Katowice (wcześniej RKS 20 Bogucice).
W wyniku reorganizacji sportu w Polsce na wzór radziecki, klub został zaszeregowany do Zrzeszenia Sportowego Górnik. Wiązało się to ze zmianami organizacyjnymi – klub występował jako koło sportowe przy Kopalni Węgla Kamiennego Katowice i zmienił nazwę na Górnik, a także utratą najzdolniejszych zawodników, którzy w 1950 roku zostali przeniesieni do Terenowego Koła Sportowego Szopienice. Tam, wraz z hokeistami innych górniczych klubów (Górnik 09 Mysłowice, Siła Giszowiec, Górnik Siemianowice), utworzyli reprezentację górniczego zrzeszenia, które rywalizowało o mistrzostwo Polski pod szyldem Górnika Janów. Cztery lata później, również na mocy odgórnych decyzji, 13 najlepszych zawodników Górnika Janów zostało przeniesionych do Górnika Katowice. Zbiegło się to z awansem koła Kopalni Katowice do najwyższej klasy rozgrywkowej.
Już pierwszy sezon w pierwszej lidze zakończył się sukcesem hokeistów Górnika 1920 Katowice, którzy stanęli na najniższym stopniu podium mistrzostw Polski. Ten medal otworzył okres, w którym katowiczanie rok po roku aktywnie walczyli o tytuł mistrzowski. Łącznie zdobyli w tym okresie dziewięć medali mistrzostw Polski – trzy złote, cztery srebrne i dwa brązowe.
W 1964 roku Górnik 1920 Katowice, wraz z innymi katowickimi klubami, utworzył Górniczy Klub Sportowy Katowice. Początkowo pod szyldem Katowice, hokeiści kontynuowali sukcesy rozpoczęte przez Górnika 1920. Na przełomie lat 60/70 XX w. Katowice zdobyły Puchar Polski i mistrzostwo Polski, a trenerem zespołu od 1968 był radziecki szkoleniowiec Walentin Bystrow, który po sezonie 1970/1971 zakończył pracę z Katowicami. Jednak wkrótce sekcja hokejowa przestawała odgrywać w rozgrywkach ligowych znaczącą rolę. W sezonie 1979/1980 GKS Katowice został zdegradowany do II ligi. Rozbrat z hokejową elitą trwał tylko jeden sezon, jednak po powrocie drużyna Katowic walczyła już głównie o utrzymanie. Łącznie w barwach Górniczego Klubu Sportowego Katowice, hokeiści zdobyli siedem medali mistrzostw Polski – trzy złote, dwa srebrne i dwa brązowe oraz Puchar Polski.
W wyniku transformacji ustrojowej w Polsce nastał trudny okres dla klubów sportowych wielosekcyjnych, których finansowanie opierało się całkowicie na pomocy ze strony zakładów przemysłowych. W 1990 roku doszło do podziału GKS Katowice, w wyniku którego sekcja hokeja na lodzie stała się odrębnym klubem. Hokeiści powrócili do poprzedniej nazwy – Górnik 1920 Katowice.
Pod nowym-starym szyldem klub istniał przez cztery lata. Po zdobyciu brązowego medalu mistrzostw Polski w sezonie 1993/1994, doszło do ponownej zmiany nazwy, tym razem na Katowicki Klub Hokejowy. Hokeiści KKH również włączyli się do walki o strefę medalową. Udało im się to trzykrotnie, dzięki czemu dorobek klubowy wzbogacił się o kolejne trzy brązowe medale mistrzostw Polski. Pod koniec sierpnia 1997 roku działacze klubu podpisali umowę z producentem soków firmą Hortex. W nowym sezonie zespół występował pod nową nazwą KKH 100% Hortex Katowice. Zmieniły się również barwy klubowe na żółto-niebieskie, a także logo klubu. Nowym prezesem klubu został Andrzej Kuba, szef firmy „Andi”, firmy przedstawiciel „Hortexu” na Polskę południową.
Od 2000 roku klub występował pod nazwą Górnośląski Klub Sportowy Katowice. Przez trzy lata z rzędu zdobywał tytuł wicemistrzowski, ustępując jedynie Unii Oświęcim. Kolejne dwa lata odsłoniły jednak słabości klubu, który nie był w stanie zapewnić odpowiednich środków na swoje funkcjonowanie. W sezonie PLH 2004/2005 Katowice walczyły o utrzymanie z drużyną KH Sanok. Mimo że prowadzili już w meczach 2:0, przegrali rywalizację 2:3 (decydującego gola w piątym meczu zdobył w dogrywce Maciej Mermer) i został zdegradowany do pierwszej ligi, po czym zawiesił swoją działalność.
Ratunek nadszedł od strony utworzonego kilka miesięcy wcześniej klubu HC Katowice, którego celem było szkolenie młodzieży. To właśnie ta organizacja, najpierw jako HC, a później HC GKS, rozpoczęła odbudowywanie hokejowej Gieksy. W 2005 roku powstał Hokejowy Club Katowice wobec zaistnienia realnego zagrożenia, że jeden z najbardziej utytułowanych klubów hokejowych zniknie ze sportowej mapy Polski. Zalegalizowano wówczas nową nazwę i nowy herb, a powstały klub zaczął istnieć jako kontynuator klubu, którego korzenie sięgają roku 1949 (najdłużej występującego pod nazwą Górniczy Klub Sportowy Katowice).
Od 10 listopada 2005 roku Hokejowy Club Katowice uzyskał prawa do korzystania z nazwy i herbu Górniczego Klubu Sportowego Katowice. Stało się tak na mocy porozumienia, jakie klub hokeja na lodzie podpisał ze Stowarzyszeniem GKS Katowice. Od tego momentu pełna nazwa klubu brzmiała Hokejowy Club GKS Katowice i używał dwóch herbów.
Od sierpnia 2010 do kwietnia 2011 był trenerem drużyny był Jacek Płachta. W maju 2011 nastąpiła reorganizacja HC GKS. Przedstawiono nowe logo oraz aktualnych partnerów biznesowych klubu. Sponsorami zostali stacja telewizyjna TVS (TV Silesia) i Górnośląskie Przedsiębiorstwo Wodociągów SA. Ogłoszono także motto klubowe: „Moje Miasto. Mój Klub. Moja Pasja”. Od sezonu 2011/12 klub posiada jeden herb. Powstał w wyniku połączenia dwóch dotychczas używanych herbów i dodaniu sześciu gwiazd, symbolizujących tytuły mistrzowskie zdobywane przez klub, którego kontynuatorem jest HC GKS Katowice.
Trenerem drużyny na początku sezonu 2011/12 był Kanadyjczyk David Small, który przygotował zespół do rozgrywek. Jego następcą od 25 października był krótkotrwale jego rodak, Joseph Alan Jacob, którego zastąpił Mieczysław Nahuńko. Następnie do sztabu szkoleniowego został zaangażowany kolejny Kanadyjczyk, Christopher Willier. W lutym 2012 drużyna zapewniła sobie mistrzostwo I ligi, a tym samym awans do ekstraligi PLH po siedmiu latach od spadku z niej w 2005. Tuż po zakończeniu sezonu 2011/12 na funkcję szkoleniowca został mianowany po raz kolejny Jacek Płachta. Przed sezonem 2012/2013 sponsorem klubu zostało przedsiębiorstwo Newag. W lipcu 2013 z funkcji prezesa klubu ustąpił Leszek Tokarz, który pełnił to stanowisko przez osiem lat. Trenerem w sezonie 2013/2014 był Mariusz Kieca, a przed sezonem 2014/2015 został nim Maksymilian Lebek. Od listopada 2014 do końca sezonu 2014/2015 trenerem drużyny był Słowak Róbert Spišák. Drużyna GKS nie została przyjęta do sezonu PHL 2015/2016.
7 lipca 2016 została powołana spółka akcyjna pod nazwą „Klub Hokejowy GKS Katowice SA”, której władze zadeklarowały akces do sezonu Polskiej Hokej Ligi (2016/2017) i zaanonsowały jako trenera nowego zespołu, aktualnego selekcjonera reprezentacji Polski, Jacka Płachtę. Prezesem KH GKS Katowice został Przemysław Plisz, a wiceprezesem Witold Hornik. W sierpniu 2016 klub otrzymał licencję na sezon PHL 2016/2017. Oba kluby nie przedstawiły gwarancji finansowych wynoszących 2 miliony złotych w budżecie przed sezonem. Przed 11 listopada 2016 przyjęto marketingową nazwę zespołu Tauron KH GKS Katowice, uwzględniającą sponsora tytularnego, przedsiębiorstwo Tauron. W edycji PHL 2016/2017 drużyna Tauron GKS zajęła ósme miejsce, a po sezonie w czerwcu 2017 nowym trenerem został Kanadyjczyk Tom Coolen. Jego asystentem został Piotr Sarnik. Po sezonie 2018/2019 dyrektorem sportowym Tauron KH GKS Katowice został Wojciech Tkacz, a ze stanowiska głównego trenera odszedł Tom Coolen. W maju 2019 nowym głównym trenerem GKS został ogłoszony Risto Durfa. 1 lipca 2019 ogłoszono odejście przedsiębiorstwa Tauron z roli sponsora tytularnego klubu. 2 grudnia 2019 oficjalnie ogłoszono wypowiedzenie kontraktu Risto Durfa, powołanie na głównego trenera dotychczasowego asystenta Piotra Sarnika przy równoczesnym pozostaniu na stanowisku trenera bramkarzy, Tommiego Satosaariego. W połowie lutego 2020 ogłoszono zaangażowanie do sztabu szkoleniowego byłego zawodnika drużyny, Dušana Devečki. Sarnik ustąpił ze stanowiska po kolejce ligowej z dnia 20 listopada 2020. 22 listopada 2020 nowym głównym trenerem został ogłoszony Andriej Parfionow. Na początku maja 2021 szkoleniowcem drużyny został ogłoszony po raz czwarty w karierze Jacek Płachta.

## Sukcesy
- Mistrzostwa Polski:
  - 1. miejsce (8): 1958, 1960, 1962, 1965, 1968, 1970, 2022, 2023
  - 2. miejsce (12): 1956, 1957, 1959, 1961, 1967, 1969, 2001, 2002, 2003, 2018, 2024, 2025
  - 3. miejsce (10): 1955, 1963, 1966, 1975, 1994, 1995, 1997, 1998, 2019, 2020[32]
- Puchar Polski:
  - Zdobywca (1): 1970[33]
  - Finalista (1): 2001
- Superpuchar Polski:
  - Zdobywca (1): 2022
- Mistrzostwo I ligi:
  - 1. miejsce (1): 2012
- Puchar Autosanu:
  - 1. miejsce (3): 1973, 1975[34], 1976[35]
- Puchar Kontynentalny:
  - Trzecie miejsce (1): 2019

## Zawodnicy
W przeszłości w barwach Katowic występowali m.in.: Henryk Gruth, Janusz Hajnos, Marek Stebnicki, Andrzej Tkacz, Andrzej Fonfara, Dušan Adamčik, Marek Trybuś, Mariusz Kieca, Kordian Jajszczok, Tadeusz Malicki, Sylwester Wilczek, Karol Burek, Ludwik Czapka

## Kadra w sezonie2024/2025
Na podstawie materiału źródłowego:
| Bramkarze: - Michał Kieler - John Murray Obrońcy: - Błażej Chodor - Pontus Englund - Santeri Koponen - Kacper Maciaś - Johan Norberg - Albin Runesson - Aleksi Varttinen - Travis Verveda |  | Napastnicy: - Stephen Anderson - Mateusz Bepierszcz - Maksymilian Dawid - Jean Dupuy - Bartosz Fraszko - Jakub Hofman - Jonasz Hofman - Marcus Kallionkieli - Brandon Magee - Mateusz Michalski - Christian Mroczkowski - Grzegorz Pasiut – kapitan - Dante Salituro - Igor Smal - Ben Sokay - Patryk Wronka |